# 黃星華
黃星華，GBS，OBE，JP（1942年4月13日—2012年5月）香港政府高級官員，曾任教育署署長、房屋司等要職。他亦是一名天主教徒。

## 生平
黃星華生於香港，祖籍廣東佛山南海西樵祿舟村，1947年至1952年就讀香港島堅道孔教學院大成學校，1952年至1955年轉讀聖類斯中學（小學部）。他其後於1955年至1960年間升讀香港華仁書院，1959年中五畢業後升讀中六年級（於1959年英文中學會考中考獲聖經及歷史科「優」等，英國文學、英文、中國歷史與文學、公民、數學、化學以及生物科「良」等成績），然後選讀羅富國教育學院（今香港教育大學，教育學院前身），至1962年畢業，並以囊括學術和教學兩方面的首名兼優異成績（Distinction）取得教育心理學及教師文憑，繼而於1964年至1967年在香港大學修讀歷史系學士學位，1968年至1971年再於香港大學完成管理學文憑學課程（1970年修畢商業政策（研究聯合國關稅暨貿易總協定）文憑，1971年修畢深造文憑）。
他在1962年離開羅富國教育學院後加入教育署，曾於1962年至1964年擔任維多利亞工業學校文憑教師。1967年大學畢業後於教育署任行政主任至1968年才調到工業貿易署工作。在1968年至1973年間，黃星華任職助理貿易主任，1973年10月至1974年獲晉升為政務主任，1974年至1977年升為布政司署助理工商司。1977年先任禁毒處禁毒專員，後於同年起至1980年任首席助理社會事務司。到了1980年至1983年，他調任警務處政務秘書。從1984年開始至1988年為止任銓敍科副銓敍司，1988年至1989年改任教育統籌科副教育統籌司。

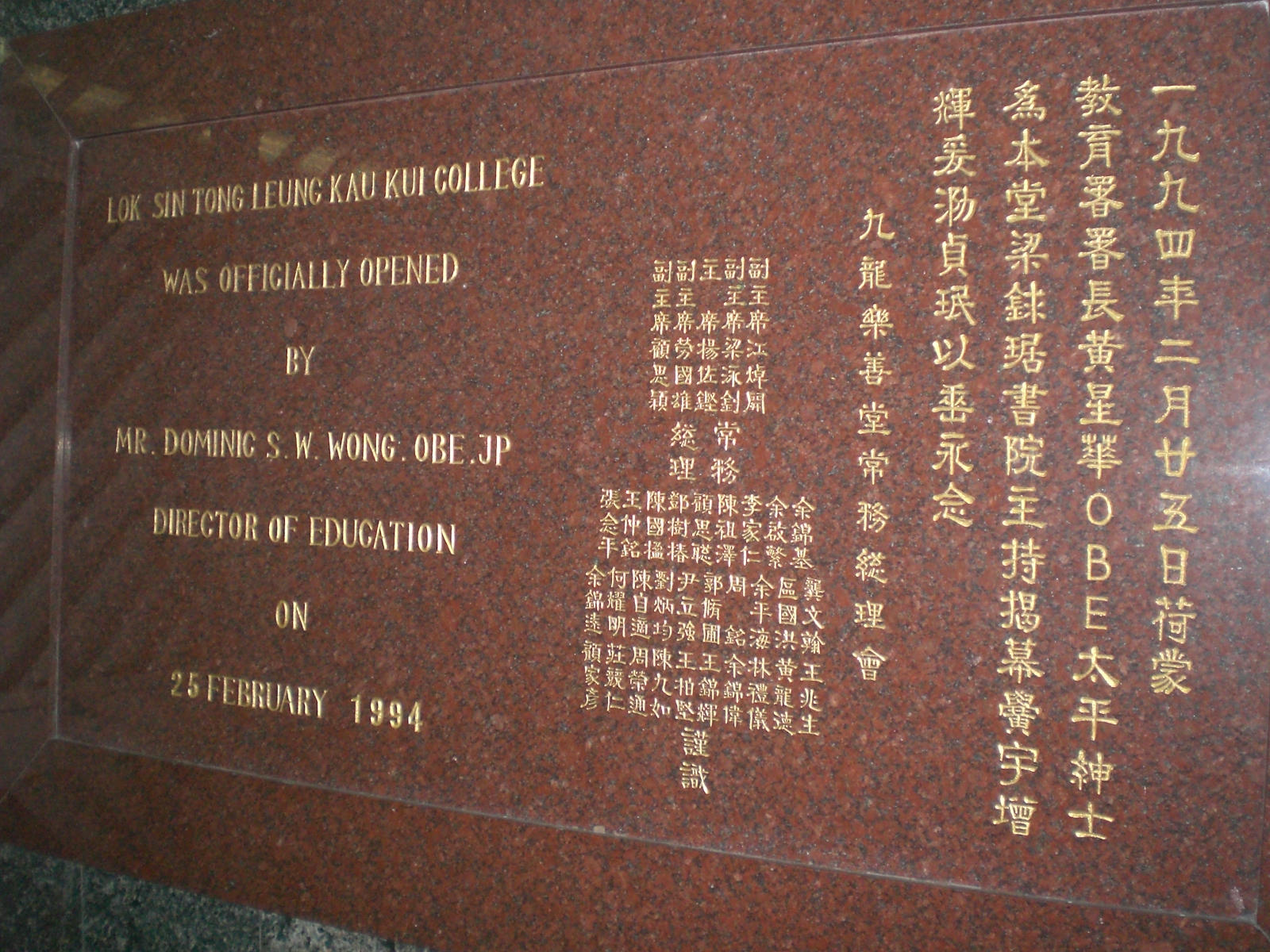
1994年2月，時任教育署署長的黃星華主禮

1989年至1992年，黃星華調任郵政署署長，期間曾為母校香港華仁書院籌款而粉墨登場演出英語粵劇。當他就任教育署署長（1992年－1994年）時，曾經聲稱「六四事件發生不足20年，不應該放進中國歷史的課程內」而受到公眾批評。往後升任至房屋司（1994年12月15日─1997年6月30日）及房屋局局長（1997年7月1日─2002年4月12日）。任內制訂長遠房屋策略，公屋輪候時間由上任前達6.8年，降至他離任後的2.3年，令不少基層市民上樓。而出任局長期間，黃星華在1998年發現患上喉癌。2002年4月退休後曾擔任“善寧會”管治顧問委員會主席，該會工作包括加強公眾對死亡、臨終和喪親議題的關注。2012年5月初因病去世。
黃星華於1982年成為英國特許管理學會會員，1985年獲委任為太平紳士，1993年獲委任為國際專業管理學會榮譽會長，2000年獲頒授金紫荊星章。